# Let It Die (videojuego)
Let It Die es un videojuego free to play del género Hack and Slash desarrollado por Grasshopper Manufacture y publicado por GungHo Online Entertainment para PlayStation 4 y Microsoft Windows. El juego fue lanzado en la mayoría de los mercados en diciembre de 2016, y en Japón en febrero de 2017.

## Historia y características
Let It Die fue originalmente conocido como Lily Bergamo (リリィ・ベルガモ?), cuya trama inicial se centró en una protagonista llamada Tae Ioroi, y se estableció en el año 2043. El mundo del juego se basaba tanto en culturas japonesas como occidentales. Fue descrito como un "juego de super acción" O un "juego de acción extrema". Se suponía que el juego tenía un "elemento de crecimiento", ya que al acumular gradualmente experiencia, los datos del jugador se actualizaban cada vez más rápidamente.  Lily Bergamo  habría presentado juegos y características en línea, aunque los detalles aún no se conocen.
Además del juego, Lily Bergamo contaría con una "aplicación complementaria", que sería jugable en teléfonos inteligentes. El juego contaría con el juego en línea, y según el CEO de GungHo Online Entertainment, Kazuki Morishita, permitiría que "tanto los usuarios de teléfonos inteligentes como los de PlayStation estén en el mismo mundo". Según Morishita, Grasshopper Manufacture "quiere aprovechar al máximo los puntos fuertes del juego en línea, y la idea de usar teléfonos inteligentes para jugar ha sido un gran negocio", con el objetivo de que la aplicación esté permitiendo a los jugadores "confiar completamente en su Smartphones para jugar ".
Aunque Lily Bergamo cambió a Let It Die durante la E3 2014, el concepto de un "juego de acción extrema" se mantuvo. El cambio comenzó alrededor de finales de 2013. El director ejecutivo Goichi Suda explicó que el concepto de muerte es relevante en todo el juego, y que si un jugador muere en un juego, aparecerán en el juego de otro jugador, haciendo las muertes de jugadores importantes en la experiencia del juego, de ahí el título . El juego tendrá enemigos normales de IA y avatares de jugadores muertos, y también será libre de jugar. El juego representa una gran salida de los videojuegos pasados de Suda en términos de filosofía creativa.
Después de casi 2 años siendo un juego exclusivo de PS4 desde su lanzamiento. Let it Die dejó de ser un exclusivo y se lanzó el 26 de septiembre de 2018.

## Desarrollo
Lily Bergamo iba a ser el primer juego desarrollado por Grasshopper Manufacture después de que fuera adquirido por GungHo Online Entertainment. Suda declaró que Lily Bergamo fue concebida después de que el CEO de GungHo, Kazuki Morishita, expresara su deseo de "hacer un juego que aproveche el sabor inherente de ambas compañías". El juego fue revelado en abril de 2013, y en la conferencia de prensa de Sony Computer Entertainment Japan Asia el 9 de septiembre de 2013, la fecha de lanzamiento se fijó en algún momento en 2014. Información adicional se mostró en el Tokyo Game Show de 2013, incluyendo el nombre del protagonista, la capacidad de jugar en los teléfonos inteligentes y el ajuste del juego. En el juego, se celebró un evento especial para Lily Bergamo, que incluyó un cosplay vestido como el protagonista del juego Tae Ioroi, y se distribuyeron pegatinas de Lily Bergamo. Aunque el juego no era jugable entonces, Suda prometió que sería en el 2014 Tokyo Game Show en su lugar. Yusuke Kozaki era el jefe del diseño de carácter en Lily Bergamo, junto con la dirección de Nobutaka Ichiki y el diseño del juego por Yusuke Kozaki. Una marca registrada de Lily Bergamo se ha presentado en América del Norte, lo que sugiere una liberación que pronto se confirmará en esa región y en todo el mundo.
El 11 de junio de 2014 en la E3 2014, Lily Bergamo se transformó en Let It Die. GungHo Online Entertainment había registrado Lily Bergamo en los Estados Unidos, insinuando un posible lanzamiento global, con la revelación de Let It Die confirmándolo. El 29 de octubre de 2015, GungHo Online Entertainment anunció que Let It Die había sido retrasado, y que ahora se lanzaría en 2016 en lugar de su lanzamiento originalmente planeada para 2015. El 3 de diciembre de 2016, Let It Die fue lanzado de forma gratuita en PlayStation Network.

## Recepción
Let It Die recibió críticas "mixtas o promedio", de acuerdo con el agregador Metacritic.
El juego fue criticado por muchos después de que empezase a incluir microtransacciones con la moneda "Death Metal" qué hacían que los que pagasen tuviesen más ventaja. Y el agregado del "Pase Express" que incluía varias ventajas.
Además de que el juego incluyó más facilidades como por ejemplo, regalar armas muy poderosas si llegabas a cierta planta y que los enemigos tengan peor inteligencia artificial.